# Влада
Влада је извршни орган који спроводи закон на територији одређене државе. Постоји више различитих мишљења и дефиниција о томе шта уствари чини владу. У најширем смислу, владати значи имати право да се одлучује, управља и надгледа над одређеном територијом, групом људи или организацијом.